# Kuzhénkino
Kuzhénkino (ruso: Куже́нкино) es un asentamiento de tipo urbano de Rusia perteneciente al raión de Bologoye de la óblast de Tver.
En 2021, el asentamiento tenía una población de 1918 habitantes.
Se ubica unos 10 km al sur de la capital distrital Bologoye.

## Historia
Se conoce la existencia del asentamiento desde 1583. En su origen era un pequeño pueblo del pogost de Kolomno, que con el tiempo fue incluido en el uyezd de Vyshni Volochok de la gobernación de Tver, y estaba bajo jurisdicción feudal del monasterio de San Varlaamo de Jutýn y de la Transfiguración del Salvador. En 1702, como consecuencia de la gran guerra del Norte y de las reformas religiosas de Pedro el Grande, Jacob Bruce asignó las tierras a los campesinos locales, a fin de fortalecer el lugar como punto de parada en el camino entre Moscú y San Petersburgo. Cuando cien años después Alejandro I ordenó construir la carretera sobre el camino, quedó a 1 km del pueblo.
En 1907 sus comunicaciones mejoraron, al abrirse aquí una estación de ferrocarril en la línea de Bologoye a Pólatsk, que fue importante por cruzarse aquí con la citada carretera de Moscú a San Petersburgo. Durante las dos guerras mundiales, la localidad albergó importantes depósitos de material militar. La Unión Soviética le dio el estatus de asentamiento de tipo urbano en 1939.
El 23 de agosto de 2023 cerca de la localidad ocurrió un accidente aéreo dónde murieron 10 personas, entre ellos Yevgueni Prigozhin militar, oligarca y jefe del Grupo Wagner y Dmitri Utkin.